# Pseudoleskeella rupestris
Pseudoleskeella rupestris là một loài Rêu trong họ Leskeaceae. Loài này được (Berggr.) Hedenas & L. Söderstr. miêu tả khoa học đầu tiên năm 1991.